# .nato
.nato war eine generische Top-Level-Domain (gTLD), die für die Verwendung durch die NATO (North Atlantic Treaty Organization) vorgesehen war. Sie existierte nur in den Jahren 1988 bis 1996.

## Geschichte
Die Top-Level-Domain war ursprünglich als Gegenstück zur rein US-amerikanischen .mil-Endung gedacht. Nach Maßgabe des RFC 920 von 1984 war es nämlich zulässig, für sogenannte Multiorganisations eigene TLDs einzuführen. Um nun aber nicht jeder internationalen Organisation eine eigene Adresse zuteilen zu müssen, entschied man sich im November 1988 dazu, .int einzuführen. Dadurch wurde .nato überflüssig, weshalb in der Folge die NATO die Domain selbst nicht mehr verwendete – stattdessen wurde die Subdomain nato.int registriert. Für eine Übergangszeit blieb die Top-Level-Domain noch im Domain Name System enthalten. Schließlich wurde sie in RFC 1591 vom März 1994 nicht mehr erwähnt und ihr Betrieb im Juli 1996 vollkommen abgeschaltet.
Damit ist .nato die einzige generische Domain, die jemals gelöscht wurde. Ungeachtet der Tendenz, neue generische Top-Level-Domains einzuführen, gibt es derzeit (Stand: Januar 2013) keine Pläne, .nato in irgendeiner Form zu reaktivieren.